# Marcelino Sambé

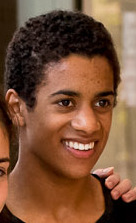
Marcelino Sambé

Marcelino Sambé (* 29. April 1994 in Alto da Loba, Paço de Arcos, Distrikt Lissabon, Portugal) ist ein portugiesischer Balletttänzer. Er ist ein Haupttänzer des Royal Ballet in London und erst der zweite schwarze Tänzer mit diesem Titel.

## Leben und Wirken
Sambé entstammt ärmsten Verhältnissen von Einwanderern aus den früheren Kolonien Portugals und wuchs in Alto da Loba, einem Problemviertel in Paço de Arcos, einer Kleinstadt vor den Toren Lissabons, auf. Sein Vater stammte aus Guinea-Bissau, seine Mutter ist Portugiesin. Als er acht Jahre alt war, starb sein Vater, gleichzeitig kam er auf die nationale Ballettschule Portugals, da eine Fördererfamilie sein Talent erkannt hatte. In seiner Kindheit war er mit der Musik von Kizomba und Funana aufgewachsen, was ihn stark prägte.
Nach London kam er als Jugendlicher an die Nachwuchsschule für Ballett an der Royal Ballet School, wo er ausgebildet wurde und seinen Abschluss 2013 machte. Dann ging es rasch mit seiner Karriere weiter. 2015 wurde er Solotänzer, 2017 Erster Solotänzer, 2019 wurde er dann der zweite schwarze Haupttänzer in der Geschichte des Royal Opera Houses in London, nach Carlos Acosta.
2012 wurde er zum bedeutendsten Balletttänzer Großbritanniens gewählt. Er gilt als einer der wichtigsten Tänzer seiner Generation.
Zu seinem Repertoire gehören u. a. weltbekannte Stücke wie Der Nussknacker, Romeo und Julia, Manon Lescaut, Don Quixote, Schwanensee, Alice im Wunderland.

## Privates
Mit seinem Partner, einem Anwalt, lebt er im Norden von London. Trotz seiner häufigen Fröhlichkeit sprach er auch von seiner Melancholie, die in ihm sei und die er als einen Teil von sich anerkenne. Auch setzt er sich dafür ein, dass Kinder und Jugendliche aus allen sozialen Schichten Balletttänzer werden können.

## Auszeichnungen (Auswahl)
- 2009 erster Platz, Youth american Grand Prix
- 2010 Goldmedaille und Spezialpreis der Jury, The USA International Ballett Competition
- 2019 Bester männlicher Tänzer, der Critics’ Circle National Dance Awards